# Main Theme
Pistes de More
Party Sequence Ibiza Bar
Main Theme est un instrumental de Pink Floyd, figurant sur l'album More. C’est le huitième morceau de l’album. 
Le morceau a été coécrit par l’ensemble des membres du groupe. Il fonctionne comme un morceau de jazz avec la construction progressive d’une mélodie à partir d’une ligne de basse appuyée ensuite par un orgue.

## Crédits
- David Gilmour - guitare
- Nick Mason – batterie, percussions et bongo
- Roger Waters – guitare basse, effets sonores
- Richard Wright – piano, orgue

## Liens
- Site officiel de Pink Floyd
- Site officiel de Roger Waters
- Site officiel de David Gilmour